# Анненково (Пензенская область)
А́нненково — село в Кузнецком районе Пензенской области. Административный центр Анненковского сельсовета.

## География
Село расположено в восточной части Пензенской области, на расстоянии примерно 18 км (по прямой) к юго-западу от города Кузнецк, административного центра района.
Часовой пояс
Село Анненково как и вся Пензенская область, находится в часовой зоне МСК (московское время). Смещение применяемого времени относительно UTC составляет +3:00.

## Население
| 1712  | 1795  | 1859  | 1877  | 1897  | 1911  | 1926  |
| ----- | ----- | ----- | ----- | ----- | ----- | ----- |
| 196   | ↗658  | ↗867  | ↗979  | ↗1472 | ↗1558 | ↗1727 |
| 1930  | 1939  | 1959  | 1970  | 1979  | 1989  | 1996  |
| ↗1829 | ↘1595 | ↗2030 | ↘1815 | ↘1738 | ↗1784 | ↗1927 |
| 2002  | 2010  |       |       |       |       |       |
| ↘1790 | ↘1631 |       |       |       |       |       |

Национальный состав
Согласно результатам переписи 2002 года, в национальной структуре населения русские составляли 93 % из 1790 чел.

## Инфраструктура
В селе действует пункт полиции, детский сад "Сказка", школа, дом культуры, библиотека, администрация, амбулатория, продуктовый магазин, пункты выдачи, отделение почтовой связи.
В советское время работал колхоз "Гигант".

## Достопримечательности
- Церковь Казанской иконы Божией Матери
- Главный дом усадьбы Анненково
- Мемориал Воинской славы

## Общественный транспорт
Анненково обслуживается пригородными автобусными маршрутами №№ 292 Кузнецк — Верхозим, 297 Кузнецк — Октябрьское, 568 Кузнецк — Старый Чирим.

## Известные жители
- Иконников, Николай Флегонтович (1885—1970) — генеалог русского зарубежья, составитель 51-томного справочного издания «Русское дворянство».
- Чекалин, Фёдор Фёдорович (1844—1893) — русский краевед, историк, археолог.